# Dr. Atl

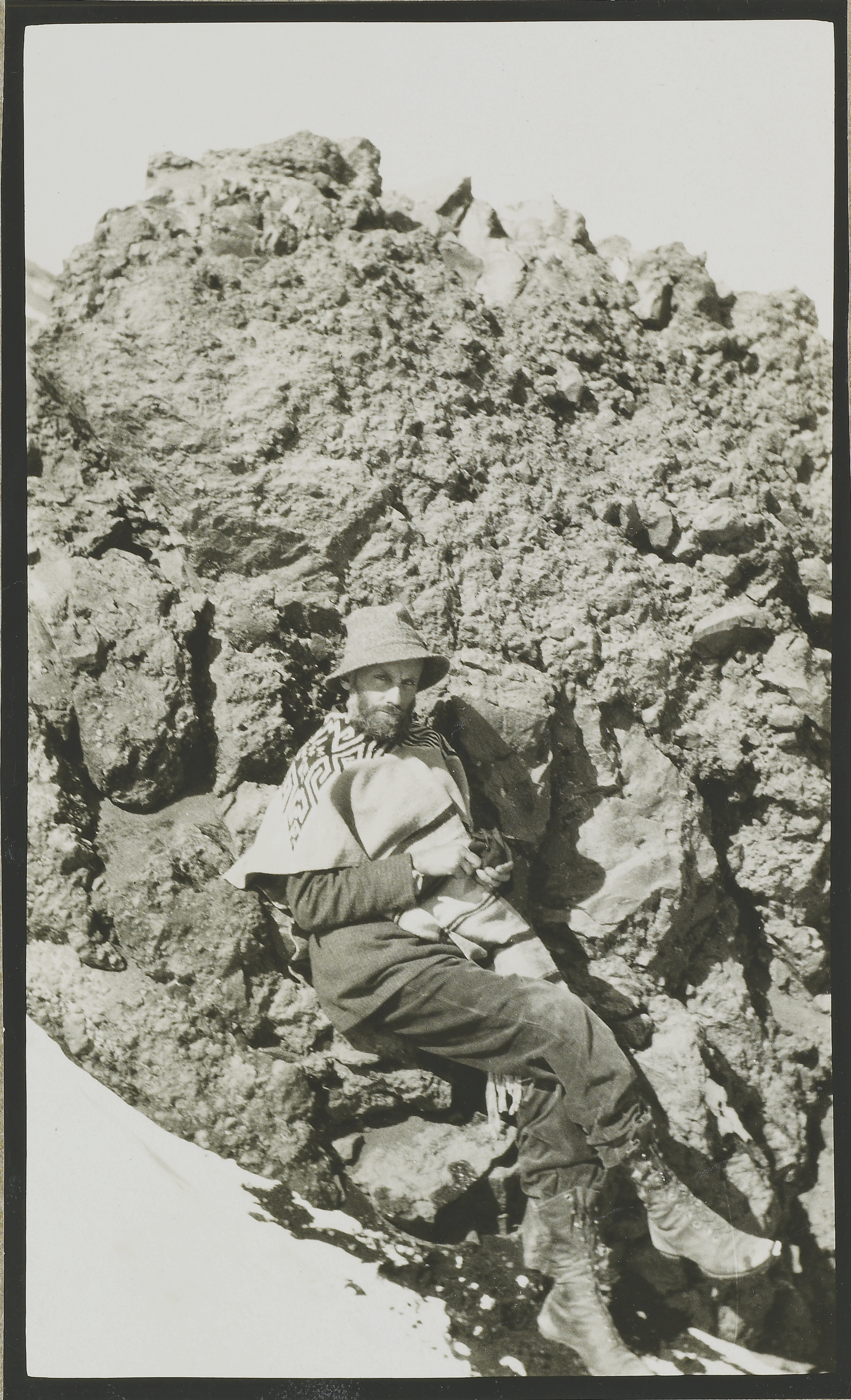
Dr. Atl im Jahr 1921, porträtiert von Immanuel Friedlaender.

Dr. Atl, bürgerlich Gerardo Murillo (* 3. Oktober 1875 in Guadalajara; † 15. August 1964 in Mexiko-Stadt), war ein mexikanischer Vertreter des Muralismo.

## Biografie
Murillo begann mit der Malerei in jungen Jahren und besuchte in den Jahren von 1890 bis 1896 die Escuela Nacional de Bellas Artes in Mexiko-Stadt. Mit einem Stipendium des mexikanischen Präsidenten Porfirio Díaz war es ihm möglich, ab 1899 seine Studien in Europa fortzusetzen. Hier studierte er an der Universität La Sapienza in Rom Philosophie und Rechtswissenschaften und unternahm einige Studienreisen, um in Paris Henri Bergson zu hören. Er kollaborierte in Italien mit der Partito Socialista Italiano und arbeitete bei der Avanti! mit. In dieser Zeit wurde er von Leopoldo Lugones „Dr. Atl“ genannt, wobei Atl in Nahuatl für Wasser steht. Nach seiner Rückkehr in sein Heimatland organisierte er Ausstellungen für einheimische Künstler, darunter auch Diego Rivera. Er hatte eine intensive Beziehung mit Carmen Mondragón, der er auch den Namen „Nahui Ollin“ gab, unter dem sie als Model sehr bekannt war.
Wiederum ging Murillo nach Paris, gründete dort eine Zeitung und schrieb über soziale und politische mexikanische Angelegenheiten, wobei er insbesondere den Präsidenten Victoriano Huerta kritisierte. Nebenbei malte er, aufgrund seiner Naturverbundenheit sehr viele Landschaftsbilder. Besonders faszinierten ihn Vulkane; insbesondere den Popocatépetl und den Iztaccíhuatl studierte er aufmerksam. 1950 dokumentierte er seine Studien aus dem Jahr 1943 über den Paricutín in einem Buch mit gleichnamigen Titel. Unglücklicherweise verlor er bei seinen Vulkanstudien bei einem Unfall ein Bein.

Murillo wurde für seine Veröffentlichungen und Bilder mehrfach ausgezeichnet, unter anderem 1956 mit der Medalla Belisario Domínguez del Senado de la República und 1958 mit dem mexikanischen Kunstnationalpreis.

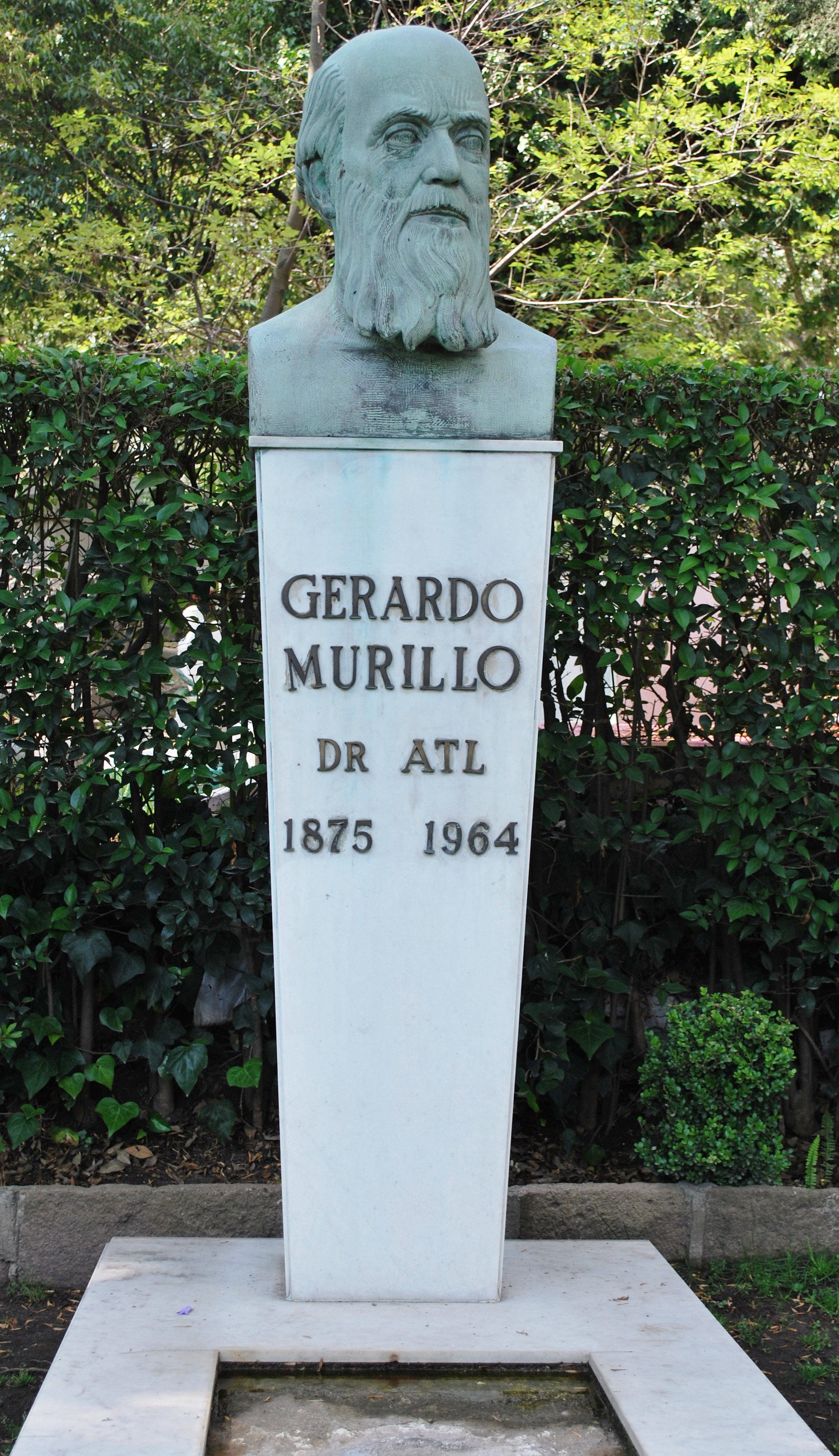
Grabstätte Murillos

## Veröffentlichungen
- Cómo nace y crece un volcán, el Paricutín (Wie ein Vulkan geboren wird und wächst – Der Paricutín; 1950)
- Cuentos de todos los colores (Märchen aller Farben)
- La Perla (Die Perle)